# Біксбі (Оклахома)
Біксбі (англ. Bixby) — місто (англ. city) в США, в округах Талса і Вагонер штату Оклахома. Населення — 28 609 осіб (2020).

## Географія
Біксбі розташоване за координатами 35°56′55″ пн. ш. 95°52′33″ зх. д. / 35.94861° пн. ш. 95.87583° зх. д. (35.948513, -95.875743).  За даними Бюро перепису населення США в 2010 році місто мало площу 67,00 км², з яких 64,22 км² — суходіл та 2,77 км² — водойми.

## Демографія
Згідно з переписом 2010 року, у місті мешкали 20 884 особи в 7658 домогосподарствах у складі 5925 родин. Густота населення становила 312 особи/км².  Було 8187 помешкань (122/км²).
Расовий склад населення:
| - 84,2 % — білих - 5,9 % — корінних американців - 1,6 % — чорних або афроамериканців - 1,6 % — азіатів - 1,9 % — осіб інших рас |

До двох чи більше рас належало 4,8 %. Частка іспаномовних становила 4,9 % від усіх жителів.
За віковим діапазоном населення розподілялося таким чином: 28,7 % — особи молодші 18 років, 59,3 % — особи у віці 18—64 років, 12,0 % — особи у віці 65 років та старші. Медіана віку мешканця становила 36,1 року. На 100 осіб жіночої статі у місті припадало 97,5 чоловіків;  на 100 жінок у віці від 18 років та старших — 92,6 чоловіків також старших 18 років.
Середній дохід на одне домашнє господарство  становив 97 137 доларів США (медіана — 73 143), а середній дохід на одну сім'ю — 111 306 доларів (медіана — 84 821). Медіана доходів становила 61 181 долар для чоловіків та 38 600 доларів для жінок. За межею бідності перебувало 6,7 % осіб, у тому числі 9,2 % дітей у віці до 18 років та 5,0 % осіб у віці 65 років та старших.
Цивільне працевлаштоване населення становило 10 911 осіб. Основні галузі зайнятості: освіта, охорона здоров'я та соціальна допомога — 21,6 %, роздрібна торгівля — 10,8 %, науковці, спеціалісти, менеджери — 10,7 %.